# Lokalhistorisk Samling Albertslund
Lokalhistorisk Samling Albertslund er et lokalarkiv der indsamler og opbevarer arkivalsk materiale , som beretter om lokalhistorie indenfor grænserne af Herstedernes sognekommune og Albertslund Kommune . Arkivet er en del af Kroppedal Museum og har til huse på Toftekærgård i Albertslund , sammen med Albertslund Lokalhistoriske Forening.